# Macrostomion longicorne
Macrostomion longicorne är en stekelart som först beskrevs av Cameron 1903.  Macrostomion longicorne ingår i släktet Macrostomion och familjen bracksteklar. Inga underarter finns listade i Catalogue of Life.